# 房屋养老金
房屋养老金是中华人民共和国对老旧居民住宅公共区域修缮维护费用的称呼，原称住宅专项维修资金，2024年8月由于住建部宣布开征房屋养老金引发社会疑虑和争议。

## 背景
中华人民共和国城市居民住宅大多建于1980年代之后，到2040年将有超过80%成为老旧小区，需要资金维护和修缮。户主成为办理房屋产权证时，必须缴纳住宅专项维修资金，用于住宅共用部位、共用设施设备保修期满后的维修和更新、改造。
2022年，国务院办公厅文件就已经提到“房屋养老金”。2022年5月，住房和城乡建设部部署开展全国自建房安全专项整治，表示要研究建立房屋“养老金”制度。分析认为，中国政府突然提出房屋养老金，可能是由于2022年长沙自建房倒塌事故，造成54人死亡，引发对老旧危房缺乏维修资金的担心。《中国人口普查年鉴2020》显示，截至2020年末，2000年前建成的老旧住宅占比有31%，且未来这一占比预计将持续攀升。老旧住房当初在建造时就存在不足，现在很多都出现了设施设备老化等隐患或问题。2023年两会上也有人大代表、政协委员也建议建立房屋养老金制度，破解老房维修难题。虽然已经有了房屋在交房时收取的住宅专项维修资金，但现有的维修资金无法做到“应修尽修”。
2024年8月23日，中国住房城乡建设部副部长董建国宣布，研拟中的“房屋养老金”制度将在北京、上海、广州、深圳等22座主要城市试行，但没有给出房屋养老金的明确定义和具体方案，随即被网民质疑胡乱收费。住建部则澄清，“不需要老百姓直接出钱”。8月26日，住建部旗下媒体《建筑杂志社》发文称，房屋养老金制度，被严重误读，房屋养老金不是房地产税，公共账户不需要老百姓出钱。

## 争议
网民质疑房屋养老金“钱从哪里来”，如果需要业主额外给政府掏钱，就是“变相房产税”。有评论认为，中国“房屋养老金”制度的问题不在于政策覆盖规模大小，不在于民众不愿掏钱，而在于为何掏钱，又如何保证钱的去处——是为房屋作为消耗品的技术问题买单，还是什么不可知的人为因素在从中作梗。
澳大利亚莫纳什大学经济系教授史鹤凌认为，政府承诺不需要老百姓掏钱，但全中国除了财产盈余的上海市，其他省市的财政亏损都有赖中央财政转移支付，在财政如此困难的情况下，住建部拟推这种无法执行的政策，令人“匪夷所思”。英国伦敦潘西恩宏观经济谘询公司资深中国经济学家林浩波认为，当现行房屋维修金制度的公共帐户一有缺口，中国政府难保不会改弦易撤，挪用私人帐户资金来补助公共帐户。